# EkipaSN (časopis)
EkipaSN (COBISS) je slovenski športni dnevni časopis, ki je leta 2015 ob združitvi s Sportskimi novostmi nasledil Ekipo24, ki je leta 2014 nasledila športni dnevnik Ekipa, ki je nastal leta 1995. Izdaja ga Salomon.

### Lastništvo
Je del medijskega imperija Martina Odlazka. Lastnika Salomona sta Eurofit Odlazkovih preko Dolenjskega lista, in pa DUTB.